# Classe Dobrynia Nikititch
 (décembre 2018).
Si vous disposez d'ouvrages ou d'articles de référence ou si vous connaissez des sites web de qualité traitant du thème abordé ici, merci de compléter l'article en donnant les références utiles à sa vérifiabilité et en les liant à la section « Notes et références ».

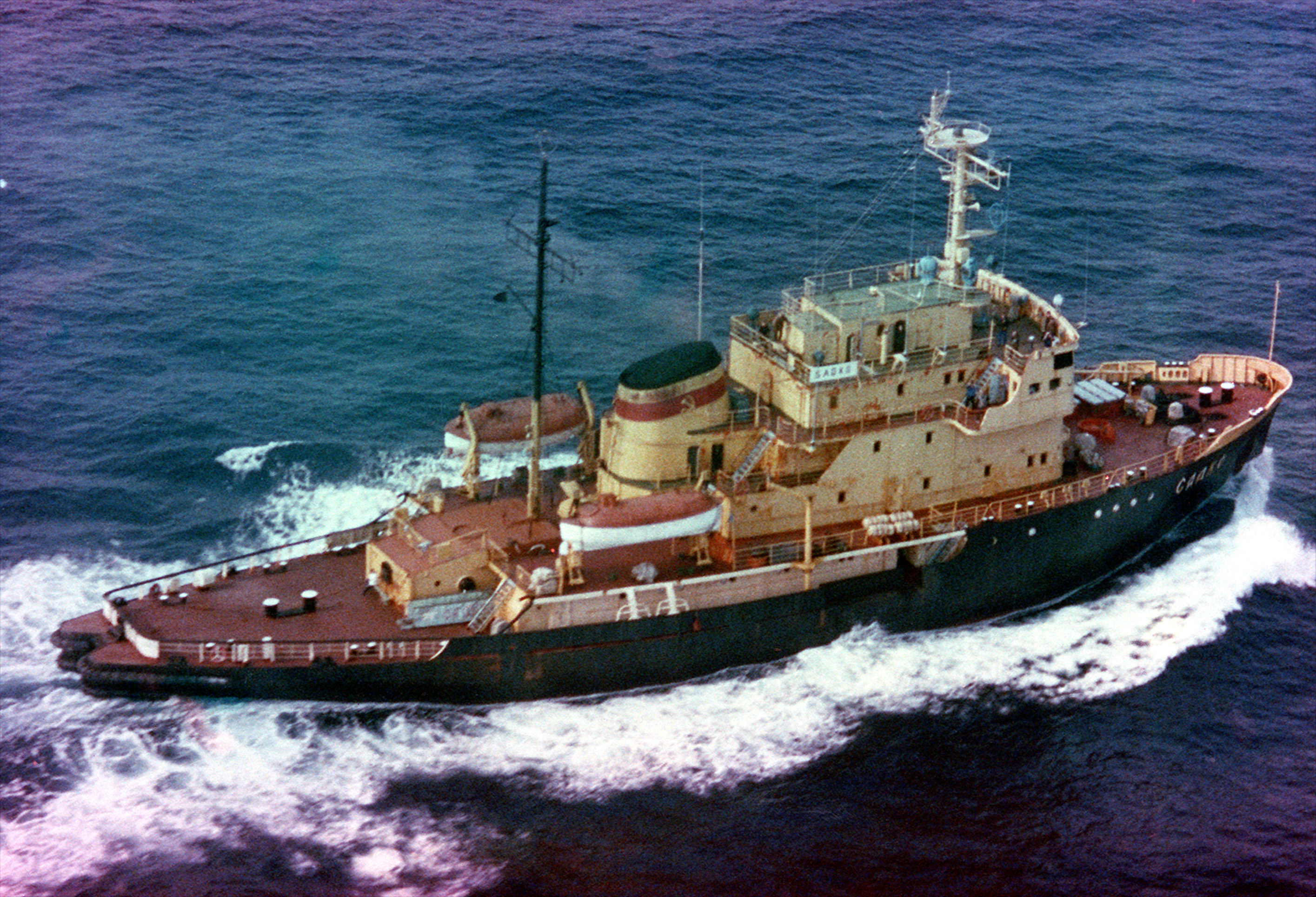
Sadko.

La Classe Dobrynia Nikititch est une classe de brise-glace en service dans la marine russe.

## Navires
- Dobrynia Nikititch : entré en service en 1960 dans la Flotte de la Mer Noire.
- Pourga : entré en service en 1961 dans la Flotte de la Baltique.
- Bouran : entré en service en 1966 dans la Flotte de la Baltique.
- Sadko : entré en service en 1968 dans la Flotte du Pacifique.
- Peresvet : entré en service en 1970 dans la Flotte du Nord.

- Le Viouga a été démoli en 1991 et le Ilia Mouromets en 1993.

- Gueorgui Sedov (entré en service en 1965) et le Petr Pakhtoussov (entré en service en 1966) utilisé par le service météorologique et des prévisions.